# 皮查卡內山 (奧庫維里區)
15°18′51″S 70°50′21″W / 15.31417°S 70.83917°W
皮查卡內山（Pichaqani），是秘魯的山峰，位於該國東南部普諾大區，由蘭帕省的奧庫維里區負責管轄，屬於安地斯山脈的一部分，海拔高度4,800米。